# L'uso dei corpi
L'uso dei corpi (da. "Kroppenes brug") er en bog af den italienske filosof Giorgio Agamben fra 2014. Bogen er oversat til engelsk som The Use of Bodies i 2015 på Stanford University Press. Bogen er endnu ikke oversat til dansk.
Bogen består af en prolog, tre dele og en epilog.

## Prolog
Om Guy Debord og hans fascination af livet, især ens private og nødvendigvis hemmelige liv. Dermed også Debords fascination for sit eget liv.

## I. Kroppenes brug
§1. Mennesket uden arbejde. Aristoteles' teori om slaveri, brugen af kroppe. Hannah Arendt.
§2. Chresis. Georges Redard, Emile Benveniste. At bruge (chresthai). Afsluttes med paragraf om Spinoza.
§3. Brug og omsorg. Kapitlet drejer sig primært om Foucault, om selvets hermeneutik. Forskellen mellem omsorg for sig selv og brug af sig selv. En afstikker til Hegels herre/slave-dialektik. 
§4. Brugen af verden. Gennemgang af Heidegger. Tilstedeværens brugende og handlende omgang.
§5. Brugen af sig selv. Stoikerne (Lukrets, Cicero, Seneca, Plotin). En filosofisk retning der i sidste ende består af en doktrin om brugen af livet. Oikeiosis, ens tilegnelse af og fortrolighed med sig selv. Lukrets: intet er skabt med formål (imod teleologi). Cicero og forholdet mellem fortrolighed, sansning og brugen af sig selv: selvet er intet andet end brugen af sig selv. Plotins idé om en ikke-hypostatiserende, ikke-substantialiserende brug af sig selv, brug hinsides væren og opdelingen mellem eksistens og essens, brug som ærkemodalverbum. Paulus og messiansk brug, modstillingen af brug (usus) og ejendom (dominium).
§6. Skolastikerne
| filosofi | Spire Denne filosofiartikel er en spire som bør udbygges. Du er velkommen til at hjælpe Wikipedia ved at udvide den. |